# Kobrałowo (stacja kolejowa)
Kobrałowo (ros. Кобралово) – stacja kolejowa w miejscowości Kobrałowo, w rejonie gatczyńskim, w obwodzie leningradzkim, w Rosji. Położona jest na linii Petersburg - Newel - Witebsk.